# Littorophiloscia tropicalis
Littorophiloscia tropicalis är en kräftdjursart som beskrevs av Stefano Taiti och Franco Ferrara1986. Littorophiloscia tropicalis ingår i släktet Littorophiloscia och familjen Philosciidae. Inga underarter finns listade i Catalogue of Life.